# Betrayer (gra komputerowa)
Betrayer – komputerowa gra akcji wyprodukowana i wydana przez amerykańskie studio Blackpowder Games. Gra została wydana 24 marca 2014 roku na platformę  PC.

## Produkcja i wydanie
Gra została zapowiedziana 5 sierpnia 2013 roku pod tytułem. Gra została wyprodukowana przez Blackpowder Games składające się z sześcioosobowego zespołu, który wcześniej pracował w Monolith Productions. Gra została wydana 24 marca 2014 roku na platformę PC, dostępna jest również wersja demonstracyjna.